# Nycteola pseudoramosanan
Nycteola pseudoramosanan är en fjärilsart som beskrevs av Obraztsov 1953. Nycteola pseudoramosanan ingår i släktet Nycteola och familjen trågspinnare. Inga underarter finns listade i Catalogue of Life.